# Plexaurella crassa
Plexaurella crassa är en korallart som först beskrevs av Ellis.  Plexaurella crassa ingår i släktet Plexaurella och familjen Plexauridae. Inga underarter finns listade i Catalogue of Life.